# Сирявичюс, Томас
Томас Сирявичюс (лит. Tomas Sirevičius; 23 февраля 1979, Паневежис) — литовский футболист, центральный защитник.

## Биография
Воспитанник паневежисского футбола. В юном возрасте вместе с группой игроков из Литвы, в частности с Марюсом Довиденасом был приглашён в Эстонию, где долгое время выступал в клубах, входивших в систему таллинской «Флоры» — командах из посёлка Лелле, «Тулевике» (Вильянди) и его второй команде, таллинском «Валле», «Элве», «Курессааре», «Тервисе» (Пярну). В высшем дивизионе Эстонии дебютировал 19 июля 1997 года в составе «Лелле СК» в матче против «Таллинна Садам». Позднее в рамках высшей лиги играл в «Лелле СК» (1997—1999) и «Тулевике» (2000—2001).
С 2003 года в течение пяти сезонов выступал за основную команду «Флоры», сыграл за это время 103 матча и забил 17 голов в чемпионате Эстонии, а также 7 матчей (1 гол) в еврокубках. Становился чемпионом (2003), серебряным (2007) и бронзовым (2004, 2006) призёром чемпионата Эстонии, финалистом Кубка страны (2002/03, 2005/06), обладателем Суперкубка Эстонии (2003, 2004, в обоих матчах не играл).
Всего в чемпионатах Эстонии сыграл 185 матчей и забил 24 гола.
В 2008 году вернулся на родину и выступал в высшем дивизионе за «Жальгирис» (Вильнюс) и «Таурас» (Таураге). Большую часть сезона 2009 года провёл во втором дивизионе Финляндии за «Атлантис». С 2010 года снова играл в Литве за «Жальгирис», «Шяуляй» и «Таурас». В общей сложности сыграл в высшей лиге Литвы 93 матча и забил 5 голов. За «Таурас» в 2011 году провёл 2 матча в Лиге Европы.
С 2013 года в течение четырёх лет играл за клуб первой лиги Литвы «Локомотив» (Радвилишкис), а в конце карьеры играл во второй лиге за «Ширвена» (Биржай) и «Экранас» (Паневежис).
Также во второй половине 2010-х годов играл в чемпионате Литвы по мини-футболу за «Локомотив» (Радвилишкис) и «Турботрансферс».